# Louis Henri de Gueydon
Pour les articles homonymes, voir Gueydon.
Louis Henri, comte de Gueydon, né le 22 novembre 1809 à Granville et mort le 1er décembre 1886 à Landerneau, est un vice-amiral français, grand-croix de la Légion d'honneur.
Il a été le premier gouverneur général de l'Algérie sous la IIIe République.

## Biographie
Issu d’une noble famille d’origine bretonne[réf. nécessaire] et neveu de l'amiral Le Coupé, le comte de Gueydon entre à l’École navale en 1825 avec le numéro 3, en sort avec le numéro 1. Il est aspirant le 23 septembre 1827 et participe à l'expédition d'Alger en 1830 sur l'Émulation. Il obtient le grade d’enseigne de vaisseau le 31 décembre 1830, à bord du brick le Faucon, sur la côte du Brésil.
Il commande le Dunois et participe à la première expédition du Mexique. Il se fait remarquer par le prince de Joinville à l'attaque de Saint-Jean-d'Ulloa puis à celle de Veracruz. Nommé capitaine de vaisseau en 1847, il commande le Henri IV en escadre d’évolutions et participe au bombardement de Salé en 1851.
Il est gouverneur de la Martinique de 1853 à 1856, et y est promu contre-amiral en 1854, préfet maritime de Lorient en 1858 et de Brest en 1859. Il est promu en 1861 vice-amiral et prend le commandement en chef de l’escadre d’évolutions en remplacement du vice-amiral Bouet-Willaumez.
En 1863, il est vice-président du comité consultatif des colonies, puis membre et président du conseil d'Amirauté. Après la révolution du 4 septembre, l'amiral Martin Fourichon, devenu ministre de la marine, partage la flotte de la mer du Nord en deux escadres et nomme l'amiral de Gueydon commandant en chef de l’une d’elles.
Il est nommé le 29 mars 1871 gouverneur général de l'Algérie (premier gouverneur de la IIIe République), où depuis quelques mois avait éclaté une grave insurrection. Il met en état de siège la plus grande partie des communes de la colonie et travaille énergiquement à la répression de la révolte. Assimilant les Kabyles aux insurgés de la Commune, il donne comme consigne : « Agir comme à Paris ; on juge et on désarme ».
Un arrêté du 14 septembre supprime en partie les « bureaux arabes », reconstitue l’administration de la Grande-Kabylie, et crée des circonscriptions cantonales qui ont donné ensuite naissance aux communes mixtes.
Louis de Gueydon travaille sur la future constitution de l’Algérie, et regagne son poste au moment de la réunion des conseils généraux (15 octobre 1871). Il crée une vingtaine de centres de population, pour répondre à la loi du 21 juin 1871 (révisée par décrets des 15 juillet 1874 et 30 septembre 1878) attribuant 100 000 hectares de terres en Algérie aux immigrants d’Alsace-Lorraine.
Sur la proposition de l’amiral de Gueydon, le président de la République décrète le 16 octobre 1871 un nouveau mode d’attribution des terres. Le titre Il dispose qu’on devient propriétaire en Algérie en prenant l’engagement de résider pendant neuf ans sur la terre concédée.
En janvier 1872, il résume la situation : « Il ne faut pas se le dissimuler : ce que veulent les politiciens, et avec eux la grande majorité des colons, c'est la souveraineté des élus de la population française et l'écrasement, j'ose dire le servage, de la population indigène ».
Il se présente en 1885 aux élections sénatoriales dans la Manche, sans succès, mais est élu député de la Manche aux élections de novembre 1885 (conservateur), 3e sur 8, par 54 007 voix sur 109 795 votants. Il vote avec la droite royaliste. Il décède au manoir de Kerlaran à Landerneau.
Le vice-amiral Louis de Gueydon a eu un fils, Paul de Gueydon, lui aussi vice-amiral. Il est le beau-père du contre-amiral Auguste de Penfentenyo et le grand-père du vice-amiral d'escadre Hervé de Penfentenyo, lui aussi grand-croix de la Légion d'honneur, et du vice-amiral Antoine Exelmans.

## Distinctions
- Grand-croix de la Légion d'honneur (1871)
- Médaille militaire
- Officier de l'Instruction publique

## Ouvrages
- La vérité sur la Marine, 1849
- Organisation du personnel à bord, 1852
- Tactique navale, 1867
- L'équité politique, 1871
- "Une direction générale de la marine marchande. Réponse du vice-amiral comte de Gueydon à MM. les capitaines au long-cours de Marseille", 13 p., Société des études coloniales et maritimes, Imprimerie J. Brenner, 1877

## Quelques lieux et appellations mémoriaux
- Ville de Port-Gueydon en Kabylie (aujourd'hui Azeffoun)
- Rue de Gueydon à Alger (aujourd'hui rue du lieutenant Amar Ben Cheikh)
- Place Gueydon à Bougie (aujourd'hui Place du 1er novembre Bejaia)
- Fontaine Gueydon à Fort-de-France
- Pont Gueydon à Fort-de-France
- Pont du Gueydon sur le Scorff à Lorient / Lanester
- Quai et pont flottant à Brest
- Croiseur-cuirassé de Gueydon (1903-1943)
- Gouverneur général Gueydon, paquebot de la Compagnie générale transatlantique
- Amiral Gueydon, paquebot de la Compagnie des chargeurs réunis.

## Sources
- (fr) Narcisse Faucon, Le Livre d'or de l'Algérie, Challamel et Cie Éditeurs, Librairie algérienne et coloniale, 1889.
- Histoire de la France coloniale, Agora, Armand Colin.
- Cahiers du centenaire de l'Algérie, livret 5, 1930
- « Dictionnaire des parlementaires français de 1789 à 1889 », A. Robert, G. Cougny
- « Louis Henri de Gueydon », dans Adolphe Robert et Gaston Cougny, Dictionnaire des parlementaires français, Edgar Bourloton, 1889-1891 [détail de l’édition]